# Danavà

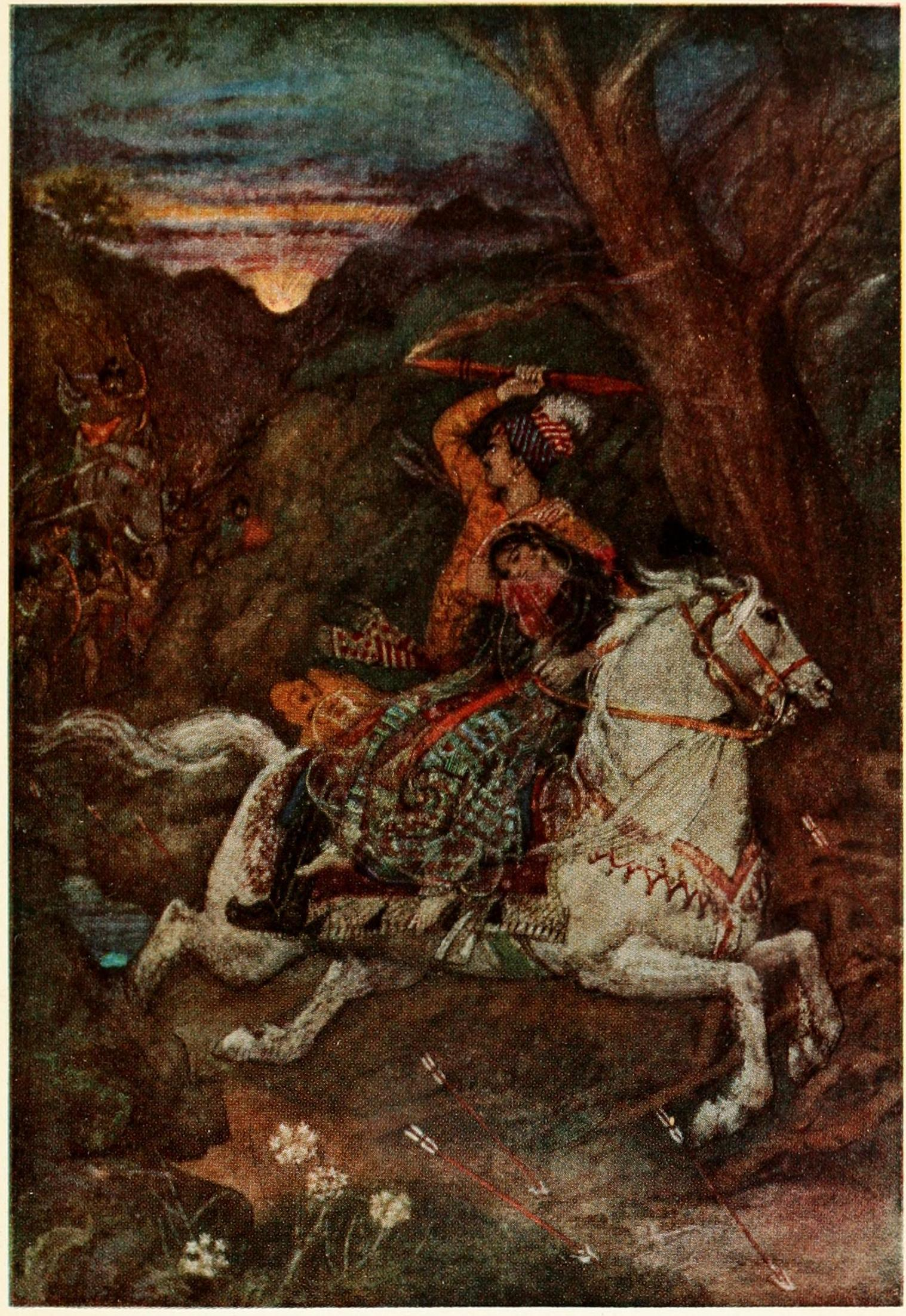
Representació hindú dels Danavas perseguint un genet.

En la mitologia índia, els danavà eren una mena de dimonis sovint identificats amb els daitia o asura.
- dānavá, en el sistema AITS (alfabet internacional per a la transliteració del sànscrit).
- दानव, en escriptura devanagari del sànscrit.
- Pronunciació: /danavá/.[1]
- Etimologia: terme patronímic que significa ‘fills de [la dea] Danu’.

Els danavà eren fills de Danu, que al seu torn era filla del patriarca Daksha. Danu es relaciona amb les aigües del cel i degué associar-se a les aigües primordials sense forma, que existien abans de la creació. El nom està connectat amb l'arrel PEU * danu, ‘riu’ o ‘qualsevol líquid que flueix’.
Son pare ―en general no esmentat― era el patriarca Kashiapa.
Els danavà es rebel·laren contra els déus, dirigits pel rei Bali i altres, però foren derrotats.
Se'ls esmenta ja en: 
- el Rigveda (el text més antic de la mitologia hinduista, de mitjan II mil·lenni ae). Sempre que s'hi parla de dimonis derrotats pels déus deves, es refereix als danavà.
- l'Àtharvaveda (principis del I mil·lenni ae).
- el Satapatha-bráhmana.
- les Lleis de Manu Smriti.
- el Mahabharata (segle iii aC). En el text 1.252 s'esmenta que els danavà en són 40. En altres parts es diu que en són 100.

Després de la seua derrota, els danavà foren llançats als oceans més fondos i bloquejats per sempre pel déu Indra, o a vegades per Rudra.

## En el budisme
En el budisme, se'ls coneix com a danaveghasa asura, i eren destres amb els arcs.

## Base històrica
Alguns escriptors afirmen que les històries vèdiques tindrien una base històrica, i que els danavà i altres éssers derrotats pels aris (com ara els rakshasa, gandharva, naga, etc.) eren tribus no àries. Això ho recolzen llegendes i mitologies no vèdiques, com ara les llegendes dels naga.
Amb raó o sense, alguns estudiosos identifiquen els danavà del Mahabharata amb la cultura de la vall de l'Indus, els constructors de Mojensho Daro i Harappa.
Altres noms:
En el Mahavira-charitra (‘El caràcter de Mahavira’) se'ls anomena:
- Danuxa, ‘nascuts de Danu’.

Als déus se'ls cridava:
- Danuxa-duix, ‘enemic dels nascuts de Danu’.
- Danuxa-ari, ‘enemic dels nascuts de Danu’.

## Falsos cognats
Falsos cognats.
Els danavà descendents de Danu a vegades es confonen amb les danaides, les 50 filles de Dànau, en la mitologia grega.